# رابرتس ریدیو
رابرتس ریدیو (انگلیسی: Roberts Radio) شرکت الکترونیک بریتانیایی است، که در سال ۱۹۳۲ تأسیس شد.